# Puccinia chisosensis
Puccinia chisosensis ist eine Ständerpilzart aus der Ordnung der Rostpilze (Pucciniales). Der Pilz ist ein Endoparasit des Süßgrases Piptochaetum fimbriatum. Symptome des Befalls durch die Art sind Rostflecken und Pusteln auf den Blattoberflächen der Wirtspflanzen. Sie kommt im südlichen Nordamerika vor.

## Merkmale

### Makroskopische Merkmale
Puccinia chisosensis ist mit bloßem Auge nur anhand der auf der Oberfläche des Wirtes hervortretenden Sporenlager zu erkennen. Sie wachsen in Nestern, die als gelbliche bis braune Flecken und Pusteln auf den Blattoberflächen erscheinen.

### Mikroskopische Merkmale
Das Myzel von Puccinia chisosensis wächst wie bei allen Puccinia-Arten interzellulär und bildet Saugfäden, die in das Speichergewebe des Wirtes wachsen. Aecien oder Spermogonien der Art sind nicht bekannt. Die zimtbraunen Uredien des Pilzes wachsen meist oberseitig auf den Blättern des Wirts. Ihre ebenfalls zimtbraunen Uredosporen sind meist eiförmig bis breitellipsoid, 26–30 × 20–24 µm groß und fein stachelwarzig. Die zumeist blattunterseitig wachsenden Telien der Art sind schwarzbraun und früh unbedeckt. Die haselnussbraunen Teliosporen des Pilzes sind zweizellig, in der Regel schmal eiförmig bis langellipsoid und 36–50 × 16–21 µm groß. Ihre Stiele sind gelblich und bis zu 45 µm lang.

## Verbreitung
Das bekannte Verbreitungsgebiet von Puccinia chisosensis reicht von Texas bis nach San Luis Potosi und Zacatecas.

## Ökologie
Die Wirtspflanze von Puccinia chisosensis ist Piptochaetum fimbriatum. Der Pilz ernährt sich von den im Speichergewebe der Pflanzen vorhandenen Nährstoffen, seine Sporenlager brechen später durch die Blattoberfläche und setzen Sporen frei. Die Art verfügt über einen Entwicklungszyklus, von dem bislang lediglich Telien und Uredien sowie deren Wirt bekannt sind; Spermogonien und Aecien konnten dem Pilz nicht zugeordnet werden.